# Škrljevo
Škrljevo je mjesto u Primorsko-goranskoj županiji. Administrativno pripada Gradu Bakru, poštanski broj je 51223. Škrljevom prolazi odvojak Primorsko-goranskih željezničkih pruga koji ide do Bakra. Škrljevo je smješteno sjeverozapadno od grada Bakra, nadmorske visine 190 – 290 m. Udaljeno je od Bakra 2, 5 km a od Rijeke 8 km. Leži s jedne i druge strane ceste Karoline koja je izgrađena 1726. god. za vrijeme cara Karla VI. Mjesto Škrljevo dijeli se na više predjela: Velo Škrljevo, Malo Škrljevo, Donje Selo, Ravnica, Kantun, Gaj, Borići, Učivac, Kordići, Redići, Staja, Koruna, Njivi, Dumbrava, Placa, Grad, Dolci, Zala Draga, Ketina.

## Povijest
Ime Škrljevo spominje se već u doba kneza Petra Zrinskog, bakarskog vlastelina i to u jednoj ispravi od 20. siječnja 1667. godine koju je sastavio bakarski «kancelier» Ivan Grgotić. To je darovnica kojom je Marija Pavešić, pok. Mikule ostavila svome sinu Stipanu Pavešiću   komad zemlje zvan «Krič», s «pogodbom» da je sin mora uzdržavati do smrti.
Izgradnja željezničke pruge i stanice u Škrljevu u drugoj polovici 19. stoljeća utjecali su na razvoj mjesta. Godine 1829. u Škrljevu je bilo 600 stanovnika, 1910. bilo ih je 935 a danas ih je više od 1300.
U Škrljevu je crkva posvećena Presvetom Srcu Isusovu koja je izgrađena 1897. godine. Nalazi se nedaleko centra i Doma kulture. Župom upravlja velečasni Anto Aračić. Na području Donjeg Škrljeva nedaleko željezničke pruge nalaze se ostaci crkvice Sv. Ambroza, koja je porušena 1907. godine. U starim spisima nema datuma njezine gradnje, ali njezin oblik dokazuje da je veoma stara, a zna se da je postojala već u 15. stoljeću. U tijeku su restauratorski radovi i ispitivanja, a prošle godine na kamenu unutar ruševina pronađeno je jedno slovo glagoljice.
Nasuprot župne crkve nalazi se četverogodišnja Područna škola Osnovne škole Bakar, smještena nakon II. svjetskog rata u zgradu župnog stana koji je bio izgrađen 1902. godine.

## Stanovništvo
| broj stanovnika | 1179  | 923   | 902   | 838   | 768   | 745   | 786   | 861   | 745   | 731   | 906   | 955   | 1088  | 1127  | 1153  | 1344  | 1158  |
|                 | 1857. | 1869. | 1880. | 1890. | 1900. | 1910. | 1921. | 1931. | 1948. | 1953. | 1961. | 1971. | 1981. | 1991. | 2001. | 2011. | 2021. |

## Dodatni podaci
U centru Škrljeva nalazi se velika zgrada Doma kulture koji je izgrađen 1950. godine. Godine 2007. zgrada je obnovljena izvana i promijenjen je krov, a završetak radova na kompletnom preuređenju unutrašnjosti očekuje se na ljeto 2011.

## Kultura i šport
U Škrljevu djeluju:
- Košarkaški klub Škrljevo
- Muški i ženski boćarski klub Škrljevo
- Malonogometni klub Vitez
- Klapa Škrljevo
- Udruga Škrljevske maškari
- Udruga Škrljevska žena
- KU Plima (glazbena škola)
- KUD Sveti Ambrozije
- Katedra Čakavskog sabora Ljubo Pavešić

## Vanjske poveznice
- Grad Bakar / Škrljevo – službene stranice  Arhivirana inačica izvorne stranice od 18. listopada 2014. (Wayback Machine)